# Tercio "Duque de Alba"
Il 2° Tercio “Duque de Alba” è un'unità di fanteria della Legione spagnola  appartenente all'esercito spagnolo.

## Storia
Il 2° Tercio "Duca d'Alba" fa parte del Comando Generale di Ceuta, è acquartierato tra la caserma "Serraglio" (Comando, Comando e Stato Maggiore della difesa anticarro), "Garcia Aldave" (IV Bandiera) e "Ricarica" (V bandiera). Ha avuto origine nella seconda Legione, creato nel Dar Riffien, il 2 maggio 1925, in onore del condottiero rinascimentale Fernando Álvarez de Toledo,  era composto dalle Bandere (Battaglioni) V, VI e VII.
Essendo formato da due delle più antiche Bandere della Legione spagnola, è il custode della tradizione della storia della grande unità, a partire dalla guerra d'Africa concludendo con la partecipazione alle operazioni di peacekeeping in Bosnia e Kosovo, come parte del Gruppo tattico “Malaga, Isole Canarie e Ceuta” in Bosnia e in Kosovo. Oltre ad essere stanziato in quella città che potrebbe essere considerata la culla della Legione, Ceuta, il suo stazionamento nella leggendaria "Posizione Alfa" (Garcia Aldave), gli conferisce una peculiarità speciale.
Come gli altri Tercio della Legione è un'unità amministrativa che può sviluppare in caso di crisi missioni operative formando un gruppo tattico. Il Reggimento assicura gli aspetti che regolano la vita quotidiana delle unità subordinate, gestione la logistica, il personale e il materiale, gli affari finanziari e la giustizia militare.
Dal 2015 dipende direttamente dalla Comandancia General de Ceuta.

## Missione
La sua missione primaria è quella di fornire unità di manovra, il suo IV Battaglione (Bandiera)  può diventare un gruppo tattico per la difesa immediata della città di Ceuta, le isole e gli scogli sotto la sovranità del Comandante generale militare, le cosiddette Plazas de soberanía.

## Organico
È strutturato su un Comando, un Corpo di Bandera, la IV Bandera meccanizzata "Cristo de Lepanto" e una compagnia anticarro.
La IV Bandera "Cristo de Lepanto" è composta da personale dei comandi e da tre compagnie di fucilieri meccanizzati, un'unità di supporto consistenti in sezioni di difesa anticarro, mortai pesanti, ricognizione, trasmissioni, difesa aerea e un comando e di osservazione, oltre a un'unità dei servizi, un responsabile del supporto logistico nella manutenzione, fornitura e servizi igienico-sanitari.
La difesa anticarro si compone di tre sezioni dotate di missili anticarro.

## Comandanti del Tercio

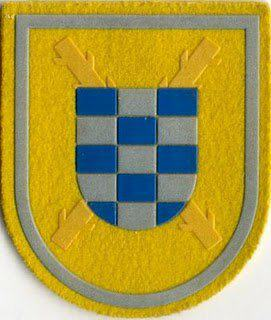
Stemma araldico di stoffa

- D. Antonio Castejón Espinosa	(21/12/39-18/06/42)
- D. Fernando Garcia-Valiño y Marcen (12/08/42-05/07/48)
- D. Joaquín Miguel Cabrero (14/07/48-31/05/52)
- D. Angel Ramirez de Cartagena y Marcaida (31/07/52-11/01/57)
- D. Luis Campos de Retana	 22/02/57-14/06/62)
- D. Demetrio Sanmamed Bernárdez (06/08/62-30/09/63)
- D. Jesús Plaza Mira	(26/12/63-22/04/66)
- D. José Jimémez Henríquez (12/06/66-
- D. Ricardo Rivas Nadal (1974-1976)
- D. Ernesto Diaz Ligüeri (1978-1981)
- D. Antonio Eleta Segura (1978-1981)
- D. Juan Sánchez de Ocaña (1981-1982)
- D. Ponciano Fernandez Fernandez (1983-1985)
- D. Luis Arribas Sanvicente (1985-1986)
- D. Agustin Muñoz-Grandes Galilea (1986-1988)
- D. Juan Muñiz Vega (1988-1990)
- D. Angel Moreno Fernandez (1990-1992)
- D. Enrique Dominguez Martinez de Campo (1992-1994)
- D. Joaquin Gonzalez Ruiz (1994-1996)
- D. José Espartero Nieva	(1996-1998)
- D. Juan Mateo Castañeira (1998-2000)
- D. Juan Roel Fernandez	(2000-2002)
- D. José Quintana Lacaci Ramos (2002-2004)
- D. José Maria Garcia Valón (2004-2006)
- D. Alfonso Timón Sanchez  (2006-2008)
- D. Alfonso Alvarez Gaume  (2008-2010)
- D. Alfonso García Vaquero Pradal (2010-)